# Handelsbilder
Handelsbilder (ISBN 978-91-977039-0-1) är en handelshistorisk bok med bilder från och texter om den svenska handelns senaste 125 år. Författare är Edward Blom, utgivare den ideella föreningen Centrum för Näringslivshistoria och den är utgiven med anledning av organisationen Svensk Handels 125-årsjubileum 2008. 
Boken är framför allt en fotobok med 171 historiska fotografier från 1880-talet fram till 2007, de allra flesta tidigare opublicerade. Samtliga med fylliga bildtexter. De ger en uppfattning om den snabba utveckling handeln genomgått under perioden och en skildring av det svenska samhällets förändring. I en historik, som utgör bokens andra del, beskriver ekonomhistorikerna och handelsforskarna Fredrik Sandgren och Pernilla Jonsson den svenska handeln och dess organisationers historia under 125 år. En omfattande notapparat fungerar som en ingång till vidare arkivforskning i ämnet.